# Zhangixalus owstoni
Zhangixalus owstoni (Stejneger, 1907) è una specie di rana della famiglia Rhacophoridae, endemica del Giappone.
I suoi habitat naturali sono le foreste umide tropicali, le praterie tropicali acquitrinose, paludi e terreni irrigati.
È minacciata d'estinzione dalla perdita dell'habitat.